# Lule älv
Lule älv (eller Luleälven) er en flod i den nordlige del af Norrland (Norrbottens län) i Sverige. Den er 461 km lang og har et afvandingsområde på 25.240 km². Lule älv har sit udspring i nærheden af Sulitelma ved grænsen til Norge, passerer de store søer Virihaure (580 moh.) og Vastenjaure (547 moh.) og løber under navnet Vuojatätno mod nordøst til den store opstemmede sø Akkajaure, hvor den drejer mod sydøst, passerer Stora Sjöfallet og Stora Lulevatten og derfra videre til udmundingen i Den Botniske Bugt ved Luleå.
Middelvandføringen ved mundingen er 498 m3/s, hvilket gør Lule älv til den næstmest vandrige elv i Sverige (efter Göta älv). Lule älvs hovedstrøm løber gennem kommunerne Jokkmokk, Gällivare, Boden og Luleå. Største biflod er Lilla Luleälven. Andra større tilløb er Vietasätno og Bodträskån.

## Kraftværker i Lule älv
Lule älv giver vand til et stort antal vandkraftværker som alle ejers af Vattenfall AB.